# Abbaye de Chiaravalle della Colomba
Pour les articles homonymes, voir Abbaye de Clairvaux (homonymie).
Ne doit pas être confondu avec Abbaye de Chiaravalle (Milan) ou Abbaye de Chiaravalle di Fiastra.
L'abbaye de Chiaravalle della Colomba, située à Alseno, dans la province de Plaisance et la région Émilie-Romagne en Italie, est une abbaye cistercienne.
L'abbaye est l'un des tout  premiers établissements de l'ordre cistercien fondé en Italie. Elle est implantée sur le passage de l'ancienne voie romaine Aemilia et de la Via Francigena. Aujourd'hui, l'autoroute A1 passe à 300 mètres des bâtiments.

## Histoire
L'abbaye est fondée en 1136 par des moines venus de Clairvaux à la demande d'Arduino, évêque de Plaisance. Son nom lui a été donné en souvenir de la maison-mère.
Le premier document mentionnant l'abbaye est une charte de ce même évêque, appelée Institutionis paginam, du 11 avril 1136. Elle octroie les premières terres au monastère, qui est déjà cité sous son nouveau nom. Les donations ultérieures de deux marquis de la région, Oberto II Pallavicino un condottiere de la famille Pallavicino et Corrado Cavalcabò agrandissent son domaine. La dénomination Colomba accolée à son nom a substitué celui de Careto, le lieu isolé, dans une zone boisée et marécageuse de la plaine du Pô, de son implantation. Selon la légende, une colombe aurait indiqué aux moines l'emplacement du monastère en leur délimitant son périmètre à l'aide de brindilles. Plus vraisemblablement, Colomba est la référence au Saint-Esprit, descendu sous la forme corporelle d'une colombe lors du Baptême du Christ.

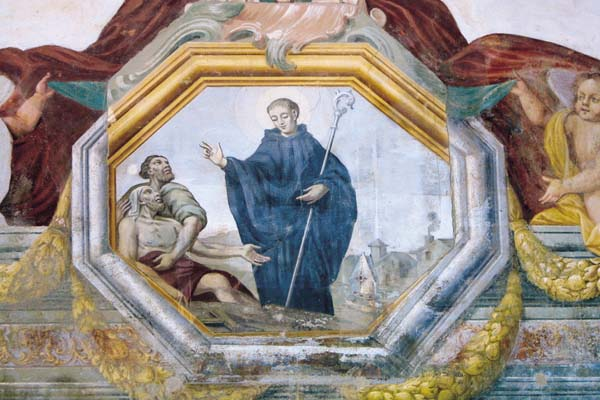
Bernard de Clairvaux, croisillon nord du transept

L'abbaye bénéficie d'un privilège monastique papal accordé par Innocent II en date du 7 février 1137. Le 12 juillet 1144, elle est placée sous l'immédiate dépendance du Siège apostolique par un acte de Lucius II.
L'histoire du monastère est une première fois troublée en 1214 par une attaque militaire puis, le 15 juin 1248, Frédéric II du Saint-Empire, défait près de Parme, se replie à Chiaravalle où il pille et incendie la plus grande partie du monastère.
Malgré des activités religieuses, scientifiques, littéraires et agricoles florissantes, l'abbaye passe, en 1444, sous le régime de la commende.
Ce changement dans sa gestion n'a pas nui au développement de l'abbaye jusqu'au début du XIXe siècle ; ses biens sont alors confisqués et elle est dissoute par deux décrets napoléoniens en 1805 et 1810.
Les religieux quittent les lieux et, seul un curé du clergé séculier est resté jusqu'en 1937. Les archives, la bibliothèque et les objets liturgiques sont dispersés, et les mille hectares du domaine foncier deviennent la propriété des hôpitaux civils de Plaisance.
L'ensemble architectural, compte tenu de son état d'abandon, a subi des dégradations. Il est devenu propriété domaniale en 1976 et, depuis cette date, a été restauré.
En 1937, consécutivement aux demandes du curé, Mgr Guglielmo Bertuzzi, auprès de l'évêché de Plaisance, la paroisse est confiée à l'Abbaye de Casamari.
Aujourd'hui, l'abbaye est un lieu de retraite spirituelle, un centre de rencontre culturelle et propose à ses visiteurs la production artisanale monastique, comme les liqueurs, les tisanes, les produits phytothérapiques, les parfums, le miel et ses dérivés.

## Ses filiales
La prospérité de l'Abbaye de Chiaravalle della Colomba lui a permis de fonder 5 filiales :
- en 1142, Fontevivo, au diocèse de Parme,
- en 1217, Quatazzola, au diocèse de Chioggia,
- en 1229, Brondolo, au diocèse de Chioggia,
- en 1250, Santa Maria in Strada, au diocèse de Bologne,
- en 1298, Valserena, au diocèse de Parme.

## L'église abbatiale

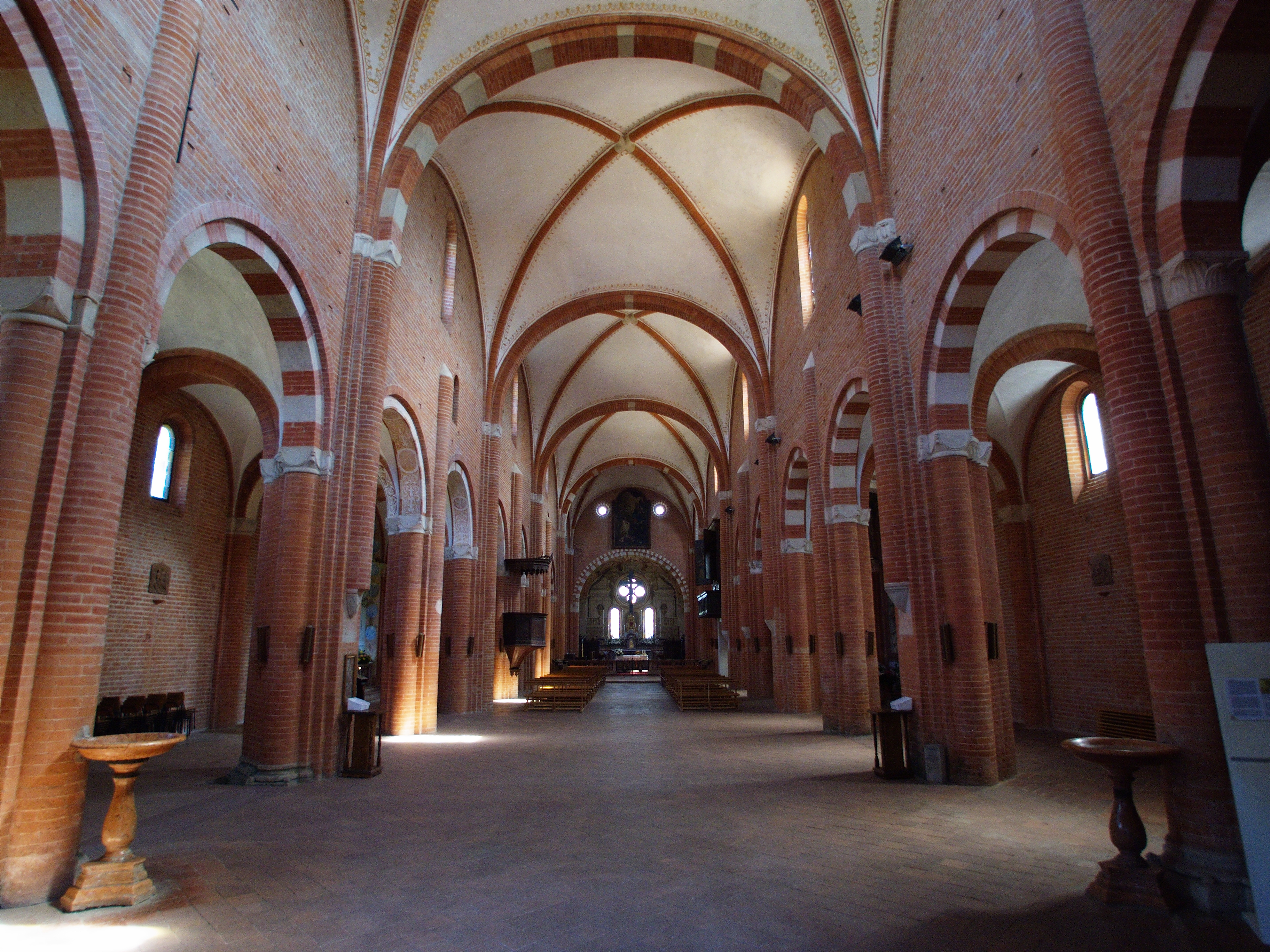
La nef

L'église, toute en briques, d'une longueur de 65 m pour une largeur de 20 m, est construite vers 1170 et achevée dans la 1re moitié du XIIIe siècle. Cet édifice relativement vaste confirme la présence d’une communauté monastique importante après la fondation de l’abbaye. 

### La façade
Elle est divisée en trois parties par deux contreforts et sa partie centrale l'est également par deux fines colonnettes. Une grande rosace à 10 lobes est située au centre. Une corniche d'encorbellement, faite de petites arcatures sur un fond blanc, souligne le toit et les murs des collatéraux, dont la partie inférieure est percée d'un oculus.
La façade est précédée d'un porche, lui aussi délimité en trois parties. Dans sa partie centrale, d'une largeur identique à celle de la nef, est située une porte d'entrée en plein cintre, aux claveaux bicolores en raison de l'emploi, en alternance, de la brique et de la pierre blanche. Cette entrée est complétée, de part et d'autre, par une colonne et une plus petite ouverture également en plein cintre. Deux parties latérales, plus basses et composées de galeries de trois arcades, terminent ce porche où la même corniche d'encorbellement de la façade est reprise.

### La nef

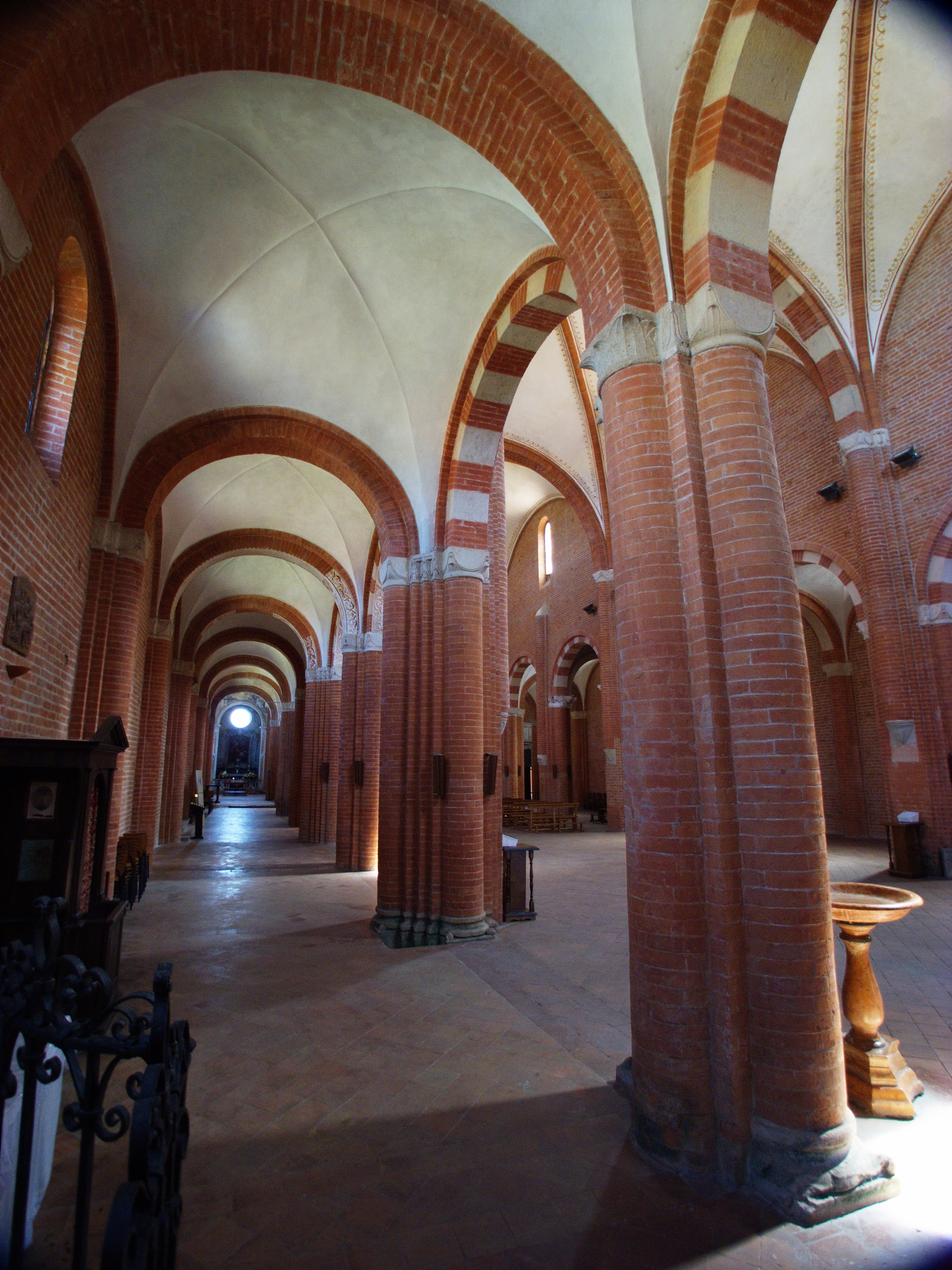
Le collatéral nord

La nef comporte  quatre travées avec voûte d'ogive en brique et clef en pierre, retombant sur des demi-colonnes, supportées par des culots en forme de cône renversé; elles sont séparées par des arcs-doubleaux aux claveaux bicolores et sont percées d'une fenêtre haute. Les grandes arcades ouvrant sur les collatéraux sont en plein cintre, aux mêmes claveaux et reposent, alternativement, sur des piliers forts et faibles.
Les collatéraux comportent 8 travées avec voûte d'arêtes reposant sur des demi-colonnes, dont les chapiteaux sont en pierre. Chaque travée est percée d'une fenêtre en plein cintre.

### Le transept et le chevet

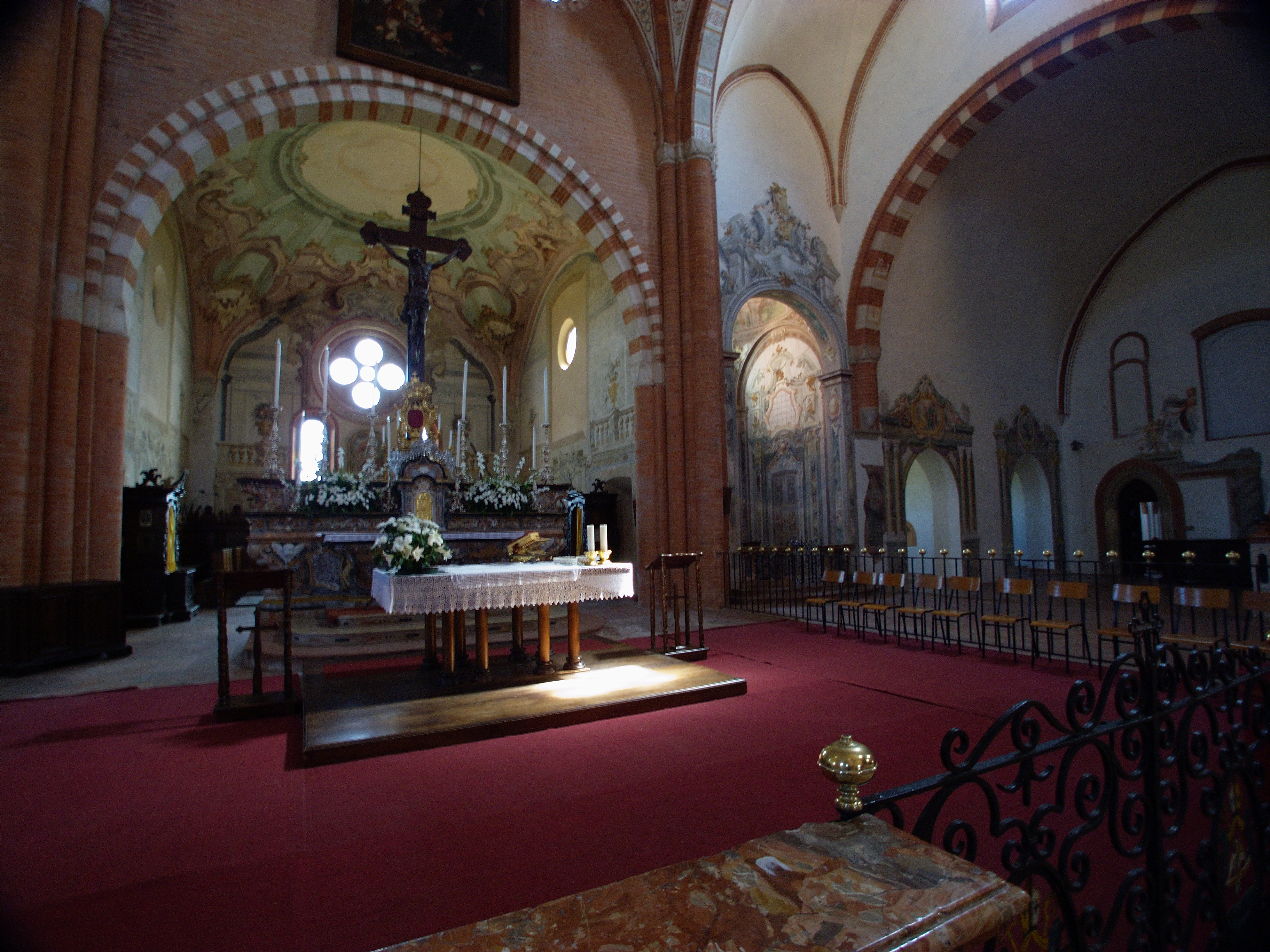
Le chœur et le croisillon sud du transept

Le transept est saillant et chacun des deux croisillons comporte trois travées; la 1re, d’une élévation identique à celle de la nef, est avec voûte d’arêtes et les deux autres, le fruit d’une 2e phase de construction, sont moins hautes et avec voûte en berceau brisé. Chaque croisillon accueille trois chapelles. Dans le croisillon sud, l'escalier des matines permet un accès direct au dortoir des moines.
L’arc triomphal, aux claveaux également bicolores, est surmonté, de chaque côté et dans sa partie haute, proche de la voûte, d’un oculus.
De plan carré, le chœur est à chevet plat, lequel est ajouré de deux fenêtres et surmonté d’une rosace composée d'un petit cercle central, entouré de quatre plus grands. Les deux murs latéraux sont percés d'un oculus.

## Le cloître

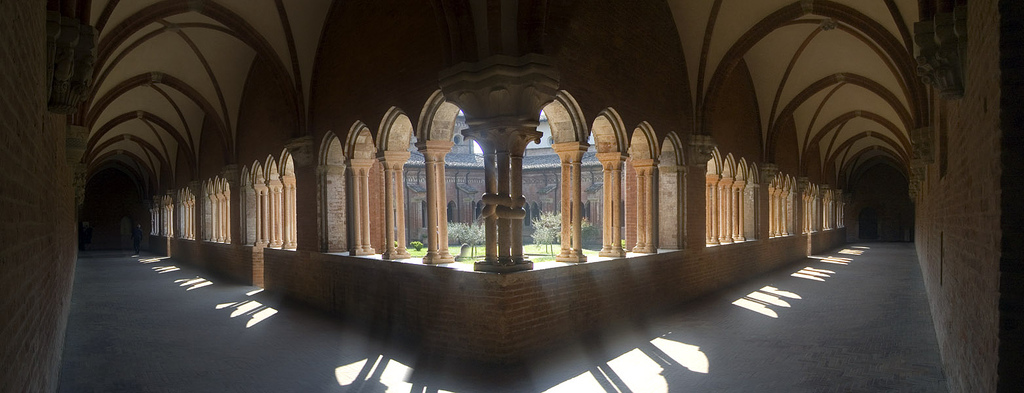
Galeries du cloître

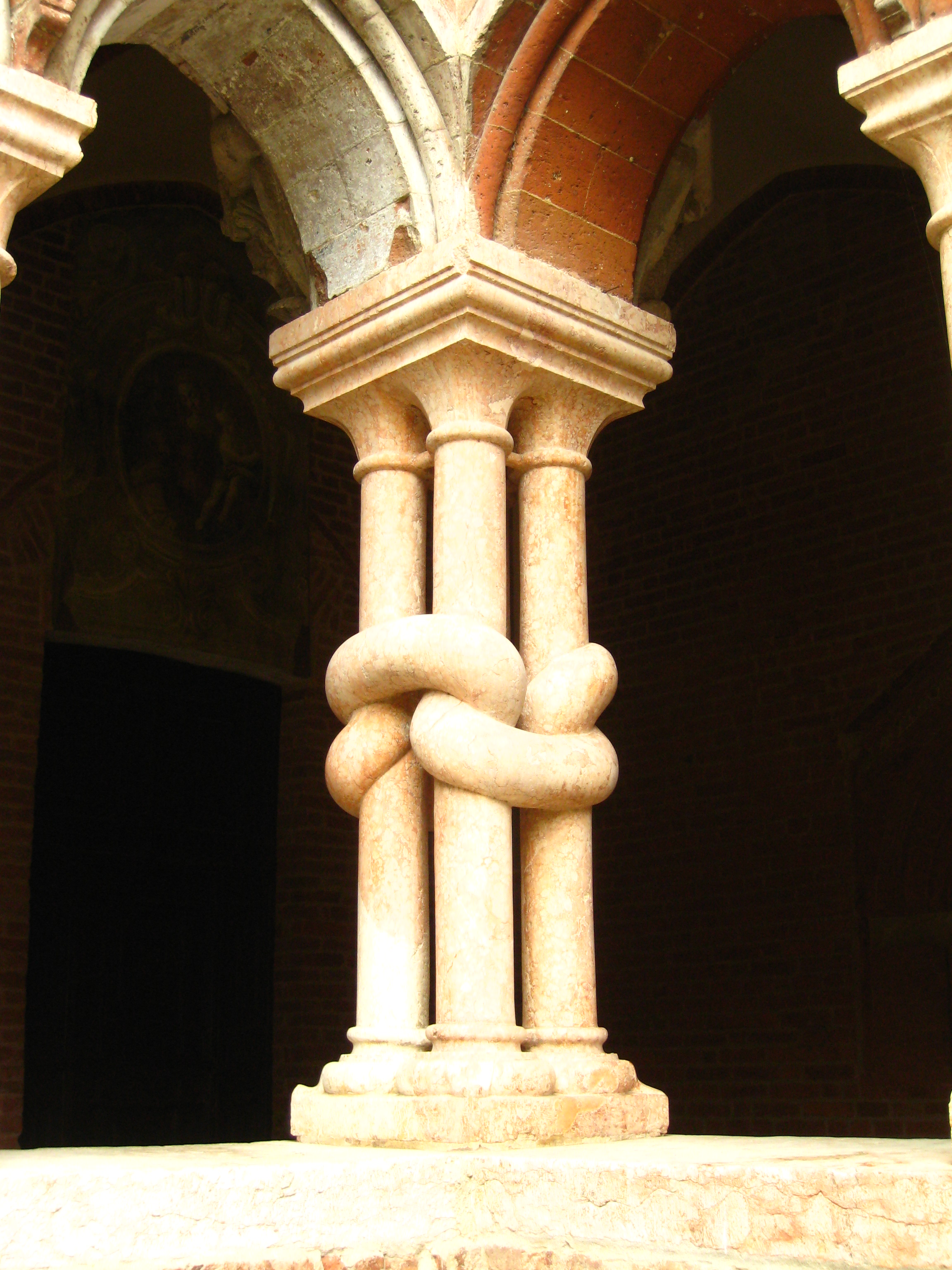
Groupe de colonnettes nouées

Le cloître est de la fin du XIIIe siècle et du début du XIVe siècle. Parvenu intact, il est l'élément majeur de l'abbaye.
Ses 4 galeries comportent chacune 6 travées avec voûte d'ogive retombant sur des culots sculptés. Elles sont ouvertes, côté préau, par 4 baies en plein cintre, à triple rouleau, supportées par des colonnettes géminées en marbre de Vérone, dont les chapiteaux sont décorés de feuilles d'eau. Aux angles du cloître, les supports sont constitués d´un groupe de 4 colonnettes nouées, un chef-d'œuvre de compagnon tailleur de pierre à la signification symbolique incertaine et dont l'exemple se retrouve dans certains abbayes de Bohême et à celle de Bernard de Clairvaux à Milan. 20 puissants contreforts en brique permettent de soutenir l'ensemble; leur face externe est décorée soit d'une demi-colonne, soit d'un pilastre, soit d'un groupe de colonnettes.

## La salle capitulaire (ou salle du chapitre)

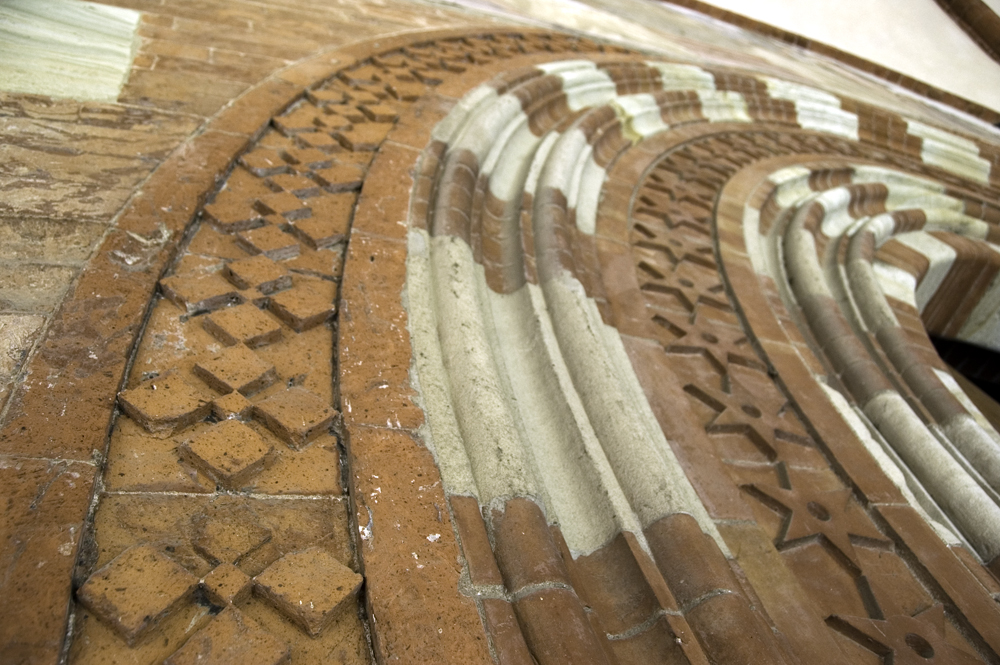
Détail de la porte de la salle capitulaire.

La salle capitulaire se trouve dans la partie est du cloître. Elle comporte six travées avec voûte d'arêtes, dont les larges doubleaux en brique reposent sur deux colonnes centrales. 
La porte en plein cintre ouvrant sur le cloître comporte de nombreuses moulures aux claveaux bicolores de brique et de pierre blanche et deux frises en alternance, l'une ornée de croix et l'autre d'étoiles; elle est encadrée de deux baies, au riche décor. Elles sont incluses dans un grand arc aux mêmes claveaux, sont composées de trois arcades en tiers-point, reposant sur des colonnettes géminées et sont surmontées d'une corniche à cinq lobes.